# Белая (приток Кеми, притока Енисея)
Белая — река в Красноярском крае России. Устье реки находится в 115 км по левому берегу реки Кемь. Длина реки 121 км, площадь водосбора 1530 км². Протекает в границах Пировского района в общем направлении на север.

## Притоки
- Безголовый (лв)
- Еловый (лв)
- Змеев (лв)
- Чернигов (лв)
- Сахарный (лв)
- Богородский (пр)
- Даниловка (пр)
- Каменный (лв)
- Таловый (лв)
- Еловый (пр)
- Еловка (лв)
- Большой (лв)
- Савин (лв)
- 58 км: Серая (лв)
- Еловый (пр)
- Каменка (пр)
- Лиственный (пр)
- Долгий (пр)
- Ягодный (пр)
- 80 км: Третья (пр)
- Озёрный (лв)
- Бобровка (лв)
- Горевой (пр)
- Березовка (пр)

## Данные водного реестра
По данным государственного водного реестра России относится к Енисейскому бассейновому округу, речной бассейн реки — Енисей, речной подбассейн реки — Бассейн притоков Енисея между участками впадения Ангары и Подкаменной Тунгуски. Водохозяйственный участок реки — Енисей от впадения реки Ангара до водомерного поста у села Ярцево.